# Кржишче при Чатежу
Кржишче при Чатежу (словен. Kržišče pri Čatežu) је насељено место у општини Литија, Засавска регија, Словенија.

## Историја
До територијалне реорганизације у Словенији било је у саставу старе општине Литија.

## Становништво
У попису становништва из 2011. године, Кржишче при Чатежу је имало 16 становника.
| Број становника према пописима | Број становника према пописима | Број становника према пописима |
| ------------------------------ | ------------------------------ | ------------------------------ |
| 1991                           | 2002                           | 2011                           |
| 18                             | 15                             | 16                             |

Напомена: До 1955. исказивано под именом Кржишче.